# Streptococcus viridans
Streptococcus viridans es un término pseudotaxonómico empleado para referirse un gran grupo de bacterias estreptocócicas comensales grampositivas, que pueden ser o bien del tipo α-hemolítico, produciendo una coloración verde (de ahí el nombre viridans) en placas agar sangre, o bien del tipo no hemolítico.
S. viridans se puede distinguir de Streptococcus pneumoniae mediante la prueba de la optoquina, pues S. viridans es resistente a esta sustancia. Además, S. viridans carece de la cápsula de polisacáridos típica de S. pneumoniae o de los antígenos de Lancefield de los miembros piógenos de su género. Estos organismos son muy abundantes en la boca. Si se introducen en el torrente sanguíneo pueden causar endocarditis, particularmente en individuos con las válvulas del corazón dañadas.